# 孙守刚
孙守刚（1965年8月—），男，山东利津人，中华人民共和国政治人物。山东省滨州农业学校毕业，中共中央党校经济管理专业在职研究生学历。中国共产党第十八届中央委员会候补委员，第十三届全国政协委员。

## 生平
1981年7月参加工作，1984年1月加入中国共产党。历任共青团山东省东营市委副书记、书记，团省委副书记、山东省人民政府驻北京办事处主任等职务。2006年2月任中共山东省济宁市委书记、市人大常委会主任。2010年11月，任中共山东省委宣传部部长，同年12月任中共山东省委常委。2017年11月，转任中共河南省委常委、统战部部长。2021年11月，出任中共河南省委常委，河南省人民政府常务副省长、党组副书记。2023年8月，孙守刚因对安阳“11·21”特别重大火灾事故发生负有重要领导责任，被中共中央给予党内警告处分。